# Linhas de Beau
As Linhas de Beau são ranhuras de profundidades variadas que percorrem a lâmina ungueal (unha). Geralmente todas as unhas estão envolvidas no mesmo nível, embora o trauma possa resultar numa única unha afetada.
As causas incluem doença grave, quimioterapia, doença de Raynaud, trauma, desnutrição e pênfigo. Em alguns casos, a causa permanece desconhecida. Pode ser observado em pessoas com eczema ou psoríase. O mecanismo subjacente envolve a interrupção do crescimento das unhas. Como as unhas crescem aproximadamente 1 mm a cada 8 dias, a distância que as linhas se moveram indica quando ocorreu o evento causador. Se várias linhas estiverem presentes na mesma unha, isso indica vários eventos causais.
O tratamento é direcionado para a causa subjacente. As linhas crescerão e resolver-se-ão sem nenhuma medida específica. As linhas receberam o nome do médico francês Joseph Honoré Simon Beau, que as descreveu pela primeira vez em 1846.